# Departamento de Santa Cruz (Bolivia)
El departamento de Santa Cruz es uno de los nueve departamentos en que se divide Bolivia. Su capital y ciudad más poblada es Santa Cruz de la Sierra. Es el departamento en mayor importancia económica de Bolivia y está ubicado al este del país, limitando al norte y este con la República Federativa de Brasil, al sur con la República del Paraguay, al suroeste con el departamento de Chuquisaca, al oeste con el departamento de Cochabamba y al noroeste con el departamento del Beni. Con 370 621 km² es el departamento más extenso del país, así como el más poblado, con una población de 3 115 386 habitantes para el 2024, desplazando al departamento de La Paz en el año 2012.
Ocupa un tercio (33,74%) del territorio boliviano. Es la sexta mayor entidad subnacional de América Latina, luego de cinco estados del Brasil (Amazonas, Pará, Mato Grosso, Minas Gerais y Bahía) y la mayor entidad subnacional hispanoparlante de América. 
Según datos oficiales del Instituto Nacional de Estadística (Bolivia), en 2016 la economía de todo el departamento de Santa Cruz (producto interno bruto) alcanzó los 9851 millones de dólares estadounidenses, con lo cual llega a representar al 28,93% de la economía total de Bolivia (34 053 millones). En cuanto al ingreso por habitante (PIB per cápita), el departamento cerró el año 2016 con USD 3200 en promedio por cada cruceño. Actualmente está considerada como capital económica de Bolivia, destacando la agropecuaria, el forestal, el minero y el de los hidrocarburos.

## Historia

### Época prehispánica
Antes de la llegada de los europeos en el siglo XVI, el territorio estaba escasamente poblado (< 1hab/km²) por muy diversas etnias de linajes amazonidos y pámpidos, que eran principalmente cazadoras-recolectoras; aunque algunos grupos como los arawakos chané llegaron a practicar una horticultura regular con visos de incipiente agricultura en la cual predominaba la yuca/mandioca seguida del maíz. Estas diversas etnias se hallaban frecuentemente en guerra entre ellas; los amazonidos arawakos -particularmente los llamados chanés, que probablemente construyeron el Fuerte de Samaipata resistiendo a la conquista inca-, por ejemplo, fueron subyugados por los -también amazonidos- guaraníes creando el grupo mixogénico conocido como "chiriguanos" incluyendo las parcialidades de los itatines (en el este), pausernas-guara sug'we (o itenez) en el este, izozog y mbia yuki, en el núcleo territorial habitaban los guarayos, gorgotoquis (entre el río Guapay y la región de San José de Chiquitos), al este los chapakuras, los otuquis, los guatos (o xarayes) y los pámpidos  mal denominados chiquitos (incluyendo a los penoikia o penoquiquias, saravecas, paunacas, paiconecas, pioconas, piñocas, manasicas, animomecas), al sur se destacaban los ayoreos ("morotocos" o "ugaraños"), al sureste los išir (vulgarmente llamados "chamacocos" o "zamucos" -aunque la palabra zamuco originalmente designó tanto a los ayoreo -o "ugaraños"- como a los chamacocos), también los siriones (sirionó), yucaráes-yuras, itomanas, bororos en el este.

### Época colonial
En el territorio actual que hoy ocupa el departamento de Santa Cruz, la primera llegada de europeos documentada se inició desde el sureste y habría sido llevada a cabo por Alejo García circa 1523 a 1525, quien lideró a una muchedumbre de guaraníes en busca de la Sierra de la Plata -vale decir, las zonas mineras de los Andes. Le siguió Juan de Ayolas quien partió desde el Puerto de La Candelaria ubicado en el río Paraguay probablemente en las cercanías de la actual ciudad brasileña de Corumbá, la expedición de Ayolas en la región abarcó el periodo que va de 1537 a 1540. Luego le siguió otro español, antiguo lugarteniente de Ayolas: Domingo Martínez de Irala quien en la laguna La Gaiba fundó la efímera ciudad y Puerto de Los Reyes (año 1543), luego hubo un intento más por parte de Álvar Núñez Cabeza de Vaca.
La base de la expansión de los españoles se ubicaba en la consolidada ciudad de Asunción del Paraguay, desde allí es que también partió el primer "conquistador" que se estableció definitivamente en la región del Grigotá: la ciudad de Santa Cruz de la Sierra fue fundada el 26 de febrero de 1561 por el capitán español Ñuflo de Chaves, quien comandaba una expedición proveniente del Paraguay. En la Chiquitania (Llanos de Chiquitos) y en la cuenca del Parapetí se establecieron bastante exitosamente pueblos y ciudades misionales fundadas por jesuitas y franciscanos, esto desde fines del siglo XVII y especialmente en el siglo XVIII, testimonio de ello son, entre muchas otras las ciudades de San José de Chiquitos y San Ignacio de Velasco.
El actual territorio departamental formó la Gobernación de Santa Cruz de la Sierra dependiente de la Real Audiencia de Charcas dentro del Virreinato del Perú hasta la creación del Virreinato del Río de la Plata en 1776. En 1777 fue creada la Gobernación de Chiquitos a la vez que la Gobernación de Moxos, las cuales estaban: "sujetos al Presidente y Audiencia de Charcas, para el orden gradual de los recursos y demás asuntos que por su gravedad e importancia piden su conocimiento, y al gobernador de esa Provincia de Santa Cruz de la Sierra en lo militar por ahora".
La Real Ordenanza de Intendentes de Ejército y Provincia del 28 de enero de 1782, dividió el Virreinato del Río de la Plata en ocho intendencias, entre ellas la Intendencia de Santa Cruz de la Sierra, siendo suprimidos los gobiernos de Chiquitos y de Moxos.

### Independencia
Como consecuencia de la Revolución de Mayo en Buenos Aires, en agosto de 1810 el capellán José Andrés de Salvatierra lideró un movimiento libertador en el fuerte de Membiray (actual Choreti) en la región conocida como Cordillera, que el 24 de septiembre de 1810 tomó la ciudad de Santa Cruz de la Sierra, donde un cabildo abierto depuso al subdelegado Pedro José Toledo y se formó la Junta Provisoria o Junta de Gobierno, liderada por Antonio Vicente Seoane, el coronel Antonio Suárez, José Andrés de Salvatierra, Juan Manuel Lemoine y el enviado de la Primera Junta de Buenos Aires, Eustaquio Moldes. Cabe mencionar que la fecha del pronunciamiento es discutida, ya que algunas fuentes mencionan que el hecho se dio el 27 de mayo de 1811, y no así el 24 de septiembre de 1810. (Ver: Republiqueta de Santa Cruz).
Tras la derrota revolucionaria en la batalla de Huaqui el 20 de junio de 1811, el teniente coronel realista José Miguel Becerra se levantó en Cordillera y restauró el gobierno español en Santa Cruz de la Sierra, siendo nombrado por Goyeneche como gobernador intendente de la nueva intendencia de Santa Cruz de la Sierra.
Ante el nuevo avance del Ejército del Norte al Alto Perú liderado por Manuel Belgrano el coronel Antonio Suárez tras la fuga al Brasil de Becerra el 18 de marzo de 1813, recuperó la ciudad y asumió el gobierno de la intendencia de Santa Cruz, siendo luego nombrado (junto con Cosme Damián Urtubey) como diputado ante la Asamblea del año XIII en Buenos Aires, por lo que Belgrano designó a Ignacio Warnes como gobernador, quien asumió el 24 de septiembre. Llegó a la ciudad con una fuerza de sólo 25 soldados, entre ellos el cruceño José Manuel Mercado. 
Como consecuencia de las derrotas en las batallas de Vilcapugio y Ayohuma a fines de 1813, el ejército de Belgrano se retiró del Alto Perú. Nombró a Juan Antonio Álvarez de Arenales como "Comandante general de las tropas del interior" y gobernador de Cochabamba, al mismo tiempo que nombraba a Warnes como gobernador de Santa Cruz. Este último, en su calidad de subordinado de Álvarez de Arenales, quien ostentaba el cargo de 'gobernador político y militar de la provincia de Cochabamba y todas sus dependencias [incluyendo Santa Cruz]', organizó un Ejército Patriota Cruceño y estableció un gobierno autónomo, conocido como la Republiqueta de Santa Cruz. Esta fuerza combatió, en coordinación con las tropas del propio Arenales, a los realistas entre 1813 y 1816, y desde ese año hasta 1825 continuó la lucha bajo el mando de José Manuel Mercado. (Ver: Republiqueta de Vallegrande.)"
Warnes y Mercado comandaron tres importantes batallas que contribuyeron sustancialmente a la independencia de las Provincias Unidas en Sudamérica: la Batalla de La Florida (1814) en la misión de Florida, la Batalla de Santa Bárbara (1815) y la Batalla de El Pari (1816), en la cual fue inmolado en combate Ignacio Warnes, no sin antes haber exterminado casi totalmente al ejército realista. 
Entre 1816 y 1825 el realista Francisco Javier Aguilera mantuvo el control de la ciudad de Santa Cruz de la Sierra. Sin embargo, el Ejército Patriota Cruceño se había atrincherado en el fuerte de Saipurú, en la provincia Cordillera, desde donde realizó varias incursiones sobre el gobierno de Aguilera y brindó apoyo al ejército de Martín Miguel de Güemes en Salta. 
En 1825 fue declarada la independencia de Bolivia, el Departamento de Santa Cruz fue incorporado con sus 5 provincias (Cercado de Santa Cruz de la Sierra, Cordillera, Vallegrande, Mojos y Chiquitos), creándose oficialmente por Decreto Supremo el 23 de enero de 1826 como uno de los 5 departamentos de Bolivia.

### Gobierno Federal
En dos ocasiones el Departamento de Santa Cruz se declaró Gobierno Autónomo: 
Durante la revolución igualitaria de Andrés Ibáñez, entre febrero de 1876 y mayo de 1877. La proclama de la Junta Superior Federal del Oriente, firmada el 27 de diciembre de 1876 plantea claramente las intenciones patrióticas de la revolución. Entre otras cosas dice: “Una era de paz, igualdad y fraternidad se abrirá a través de cuantos obstáculos le presente la centralizadora y tiránica forma de gobierno unitario…”, “La Federación, nuevo Mesías de los Pueblos oprimidos, cierne ya en medio del espacio Nacional”.
Fue reprimida por el gobierno central unitario de Hilarión Daza con una intervención militar y el asesinato del líder, Andrés Ibáñez, junto a sus revolucionarios. 
La segunda revolución federal ocurrió algunos años después. El 2 de enero de 1891 los coroneles Domingo Ardaya, José Domingo Ávila (Presidente y Vicepresidente), Augusto Toledo y los ciudadanos Moreno y Bustillos, tomaron el cuartel de la guarnición militar proclamando el Gobierno Federal de Santa Cruz. Fue nombrado Secretario General Jerónimo Otaso. Fue denominada la Revolución de los Domingos, por los nombres de sus líderes.
La Junta Gubernativa Federal del Oriente empezó la proclamación de la federación en todas las provincias del departamento, se dictaron todas las medidas administrativas del caso, incluyendo la organización de una Guardia Nacional, y “el ejército con un batallón de infantería, tres regimientos de caballería y una brigada de artillería”. Se creó el Banco Oriental con su respectiva emisión de moneda.
También fue reprimida por el gobierno central unitario con una intervención militar ordenada por el presidente Aniceto Arce.

### SigloXX
Entre 1932 y 1935 se liberó la guerra del Chaco, que fue un conflicto armado que enfrentó a Bolivia y Paraguay por el dominio del Chaco Boreal. Varios escenarios de la guerra se dieron dentro del departamento de Santa Cruz, principalmente aquellos dentro de la región que hoy se denomina Chaco boliviano, al sur del departamento. El 5 de abril de 1935, un destacamento paraguayo de 2600 hombres cruzó el río Parapetí y luego de empujar las fuerzas bolivianas más de 50 km hacia el oeste, capturó por unos pocos días el poblado guaraní de Charagua, en la provincia Cordillera al sur del departamento de Santa Cruz.

## Geografía
Su territorio ocupa una superficie de 370 621 km², que por su extensión puede ser comparada con las de Alemania y Japón.
Está situado en la zona este, ocupando principalmente la región de los Llanos de Bolivia, aunque el oeste del departamento se encuentra dentro de la región subandina de Bolivia. Se halla comprendido entre los 57º30´ y los 64º40´ de longitud oeste del meridiano de Greenwich y entre los 13º40´ y 20º20´ de latitud sur. Su centro geográfico se encuentra en las coordenadas 17°46′30″S 63°10′20″O / -17.77500, -63.17222

### Clima
Pese a ubicarse en latitudes netamente tropicales y estar la mayor parte de su territorio en altitudes moderadas, el clima es bastante más fresco de lo que se supondría teniendo en cuenta las altitudes. Esto se debe precisamente al predominio de un relieve llano que ofrece escaso obstáculo a los avances de los frentes eólicos, especialmente a los vientos; de este modo existen dos estaciones muy diferenciadas: un verano cálido (como es de suponer en estas latitudes) con temperaturas que rondan los 30 °C y un invierno fresco e incluso hasta en ocasiones bastante frío: en los meses de junio y julio las temperaturas en la ciudad capital -Santa Cruz de la Sierra- suelen bajar de los 10 °C, siendo tal descenso de temperatura ostensible en los horarios nocturnos. De esta manera existen también, aunque menos notorios, un otoño y una primavera, estaciones en las cuales son frecuentes las tormentas y las lluvias; aún en plena estación cálida, época en la que se produce una zona ciclónica -sin que esto signifique tormentas-. Debido a las bajas presiones atmosféricas tras jornadas de calor, se pueden producir irrupciones de vientos procedentes de la Antártida -surazos- con bruscas bajas de la temperatura. Las áreas más septentrionales, más orientales y más occidentales son las más húmedas mientras que el centro y sur del territorio es seco.

Por otra parte en los contrafuertes precordilleranos de los Andes, en el oeste del departamento, debido a la altitud, el clima es siempre templado, de modo que durante los inviernos en esa zona montañosa son habituales las nevadas.

### Orografía
Caracterizado por una rica variedad geográfica, tiene una altitud promedio de 350 metros sobre el nivel del mar y una composición orográfica que delimita tres zonas:
- La Faja Subandina en su parte occidental, con una superficie de 29 301 km², que representa las últimas estribaciones de la Cordillera de los Andes y constituye un complejo de montañas, serranías, colinas, valles y terrazas. Tiene como punto culminante el Cerro Naranjos con 3.092 metros de altura, región donde se presenta una temperatura promedio anual que varía entre los 16 y los 22 °C.

- La Llanura, con una extensión de 152 910 km², la misma que tiene una topografía casi plana o ligeramente ondulada y una temperatura promedio anual de 24 °C que en gran parte corresponde al Gran Chaco. El relieve es llano con hondonadas señaladas por riachos temporarios, paleocacuces y lagunas que en muchos casos se transforman en salinas. En la llanura chaqueña el relieve tiene muy poca pendiente por lo cual los cursos hídricos son divagantes y meandrosos soliendo dejar albardones  y madrejones. Las principales elevaciones se ubican en el extremo norte de la región chaqueña, en la llamada Serranía de San José, más exactamente en el cerro Chochís de 1250 m s. n. m. Al sur, prácticamente en la frontera con el Paraguay, se elevan aislados y pequeños cerros como el San Miguel de 839 m s. n. m. y el Ustárez con 616 m s. n. m.

- El Escudo de Guaporé, con 188 410 km², caracterizado por un relieve topográfico ondulado, depresiones casi planas de extensiones considerables y una temperatura media anual de 25 °C.

### Hidrografía

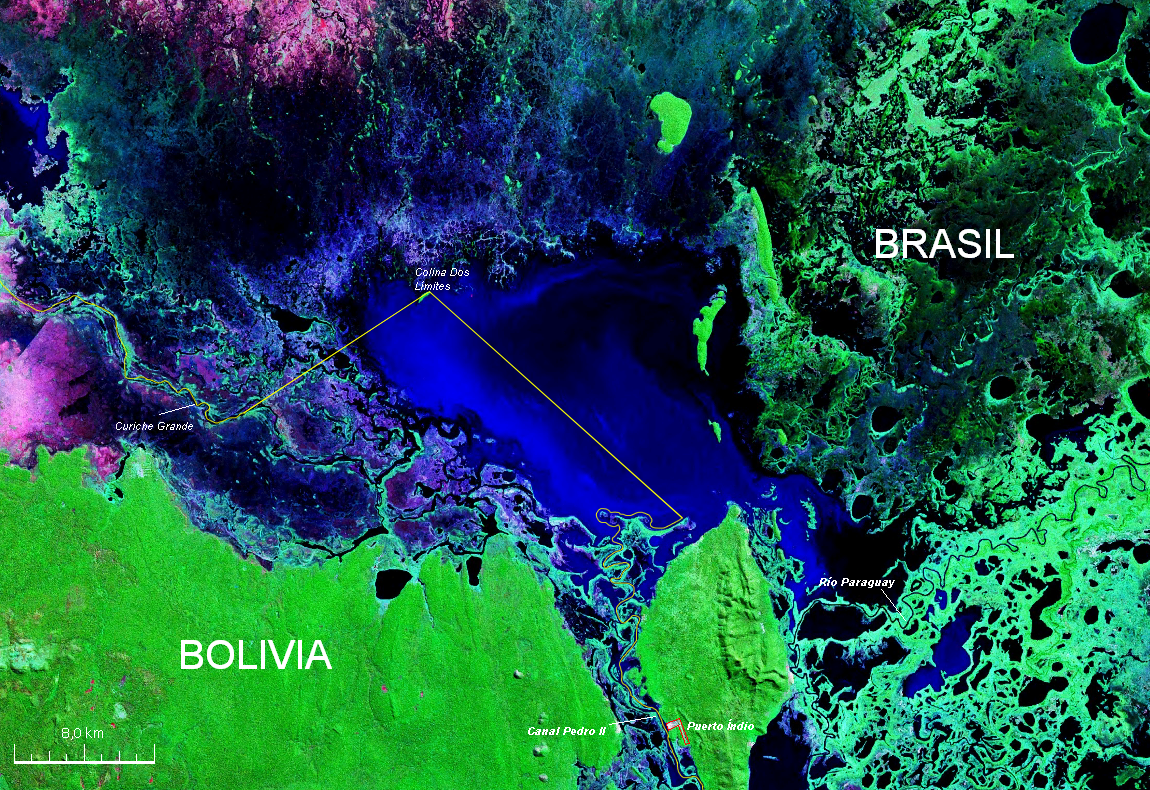
Mapa satelital de la laguna Uberaba límite con Brasil.

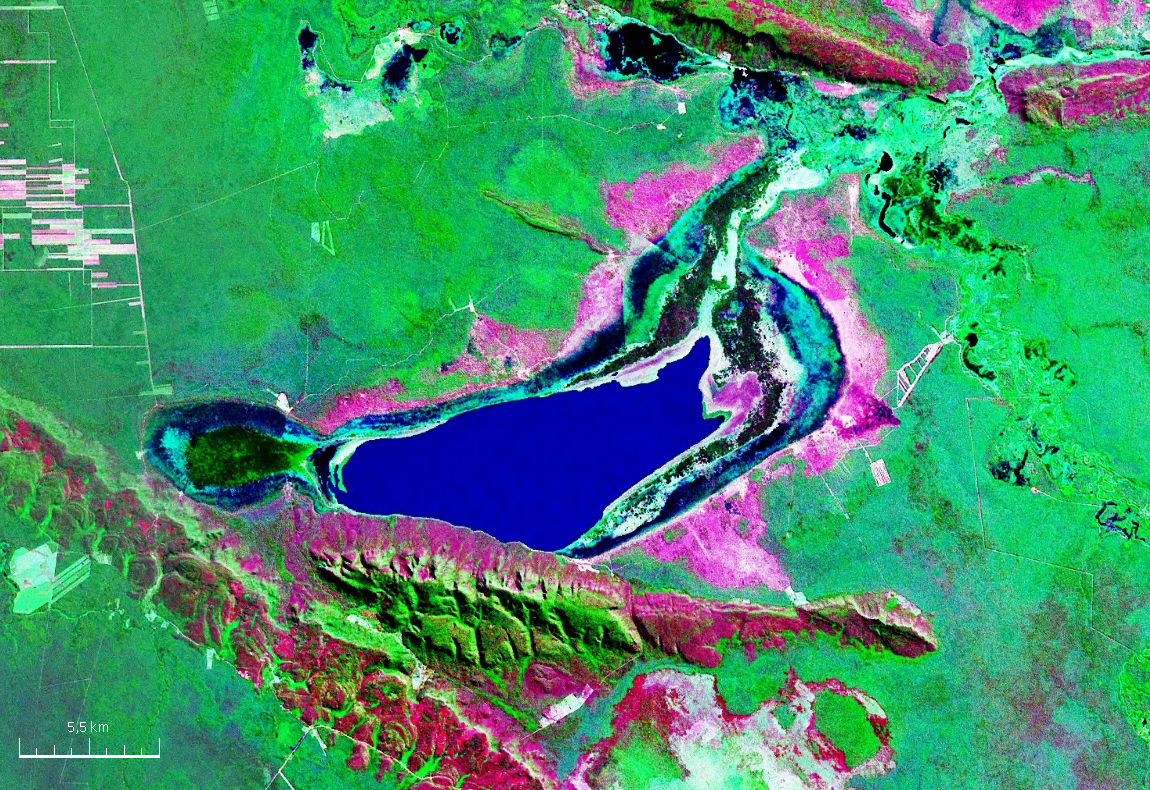
Mapa satelital de la laguna Concepción ubicada en el centro del departamento.

Los ríos que cruzan el departamento de Santa Cruz pertenecen a dos vertientes que son la de la cuenca del Amazonas y la del Sur o Cuenca del Plata.
Los ríos más importantes que forman la vertiente del Amazonas o del norte son el río Iténez o Guaporé que sirve de límite internacional con Brasil, el río Grande o Guapay, el río Piraí y el Itonomas, entre otros.

En la vertiente del Plata o del Sur, los más importantes son el río Paraguay y sus afluentes, entre ellos el río Negro.
Los lagos o lagunas más importantes son: Laguna Mandioré (90 km²), Laguna Uberaba, Laguna La Gaiba, Laguna de Marfil, Laguna Concepción y Laguna San Jorge, entre otras.
Los ríos más importantes del departamento son:
(*)= Todos los datos de longitud de los ríos son tomados a base del recorrido de estos dentro del Departamento de Santa Cruz y no la longitud total de dichos ríos.
(**) De los 48 kilómetros que forma frontera el río Paraguay entre Bolivia y Brasil, 8 kilómetros quedan exclusivamente dentro del territorio nacional
Los principales lagos del departamento son:
(*)= Todos los datos de superficie de los lagos son tomados a base de la superficie de estos dentro del Departamento de Santa Cruz y no la superficie total de dichos lagos.

### Fauna

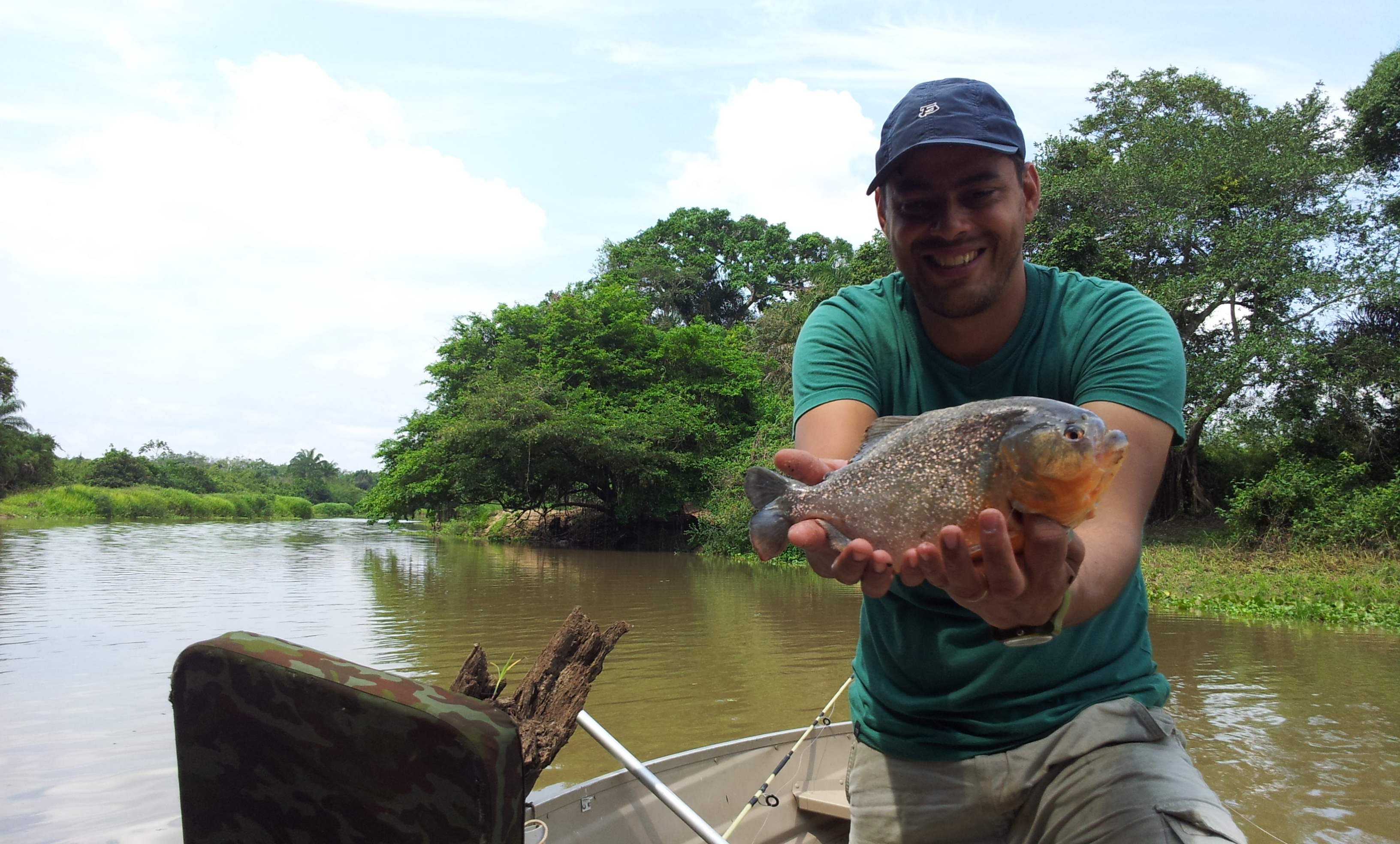
Peces en el Río Blanco.

La fauna autóctona del departamento es típica de la región chaqueña con ecotono amazónico; por ende es muy variada destacándose las siguientes especies: yaguares, pumas, tapires (antas), pecaríes, carpinchos, boyes (boas), urinas, diversas especies de armadillos destacándose los pejichis, perezosos, aguará guazús o borochis, huazos, gamas, maras del Chaco, ñandúes, osos hormigueros, ocelotes, yaguarundíes, monos carayá, jochis pintados; en el oeste, sobre las laderas cordilleranas se ubica la franja de la yunga en donde además de algunos de los animales ya citados se encuentran osos de anteojos; la avifauna es variadísima destacándose cóndores en la región montañosa occidental, y en el resto del territorio gran cantidad de loros, guacamayos, águila harpía, colibríes, tucanes, halcones peregrinos, pavas mutún, parabas azules  etc. En los grandes ríos afluentes del Amazonas se encuentran bufeos o delfines de agua dulce, pacús, pirañas, yatoaranas etc así como nutrias gigantes (lontras), yacarés y bufeos.

## Gobierno y Administración

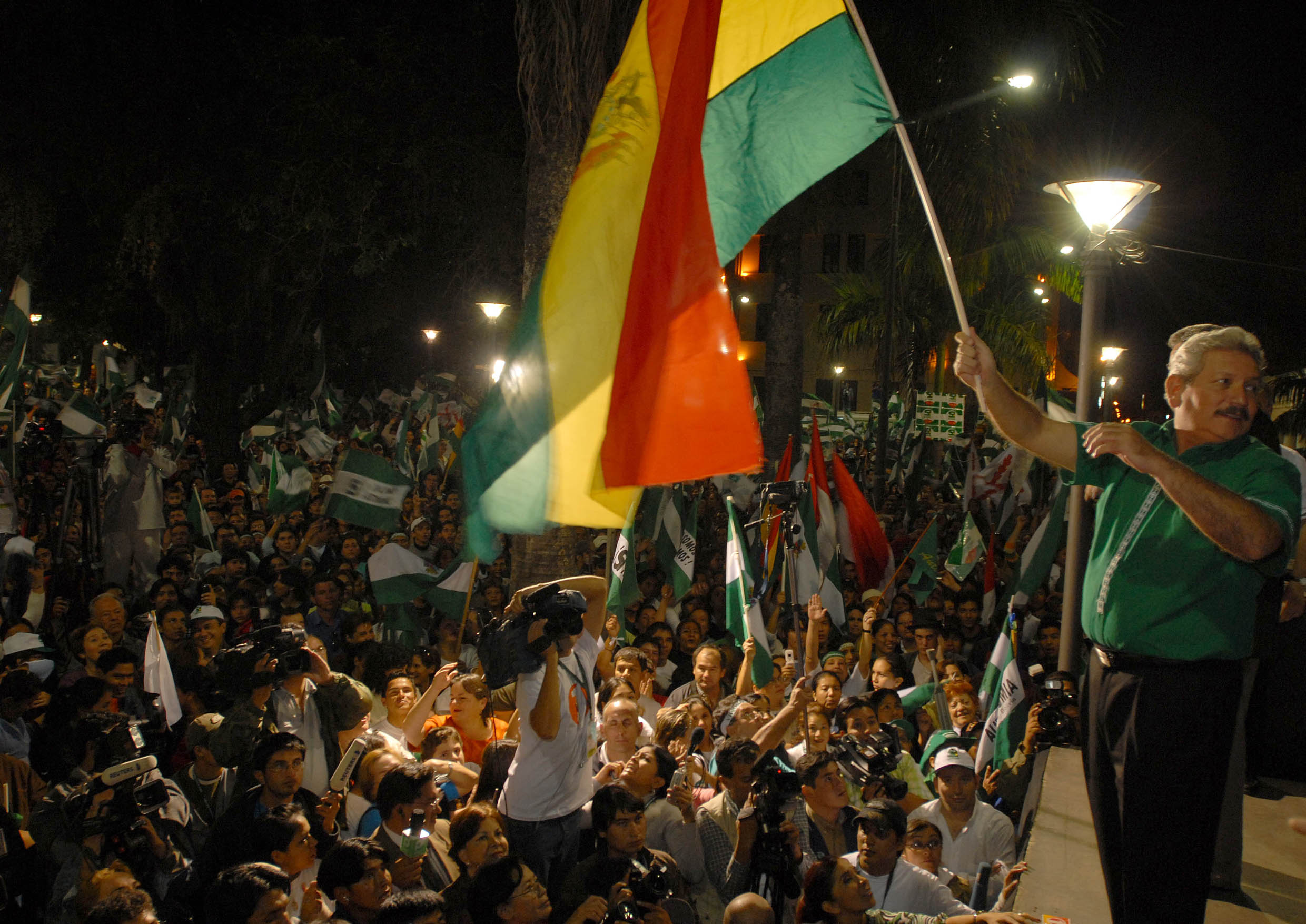
Rubén Costas, exgobernador del departamento.

En 2010, la primera elección directa de los gobernadores se realizó mediante el voto universal. Anteriormente, el prefecto era la máxima autoridad departamental y elegido solo por 5 años, ya que anteriormente, el cargo era designado por el presidente de la República. El 2010 se eligió a un gobernador y una asamblea departamental, en concordancia con lo establecido en la nueva Constitución boliviana.
El 7 de marzo de 2021 fue elegido Gobernador del departamento Luis Fernando Camacho, ganando con un 55.4% de los votos.

### Organización territorial
El Departamento de Santa Cruz está constituido por 15 provincias que a la vez se dividen en 56 municipios (2005). Tiene una superficie de 370 621 km²
|  |  | Provincias de Santa Cruz |

| N.º | Provincia          | Capital                 | Municipio                  |
| --- | ------------------ | ----------------------- | -------------------------- |
| 1   | Andrés Ibáñez      | Santa Cruz de la Sierra | 1 Santa Cruz de la Sierra  |
| 1   | Andrés Ibáñez      | Santa Cruz de la Sierra | 2 Cotoca                   |
| 1   | Andrés Ibáñez      | Santa Cruz de la Sierra | 3 Porongo                  |
| 1   | Andrés Ibáñez      | Santa Cruz de la Sierra | 4 La Guardia               |
| 1   | Andrés Ibáñez      | Santa Cruz de la Sierra | 5 El Torno                 |
| 2   | Ángel Sandoval     | San Matías              | 6 San Matías               |
| 3   | Caballero          | Comarapa                | 7 Comarapa                 |
| 3   | Caballero          | Comarapa                | 8 Saipina                  |
| 4   | Chiquitos          | San José de Chiquitos   | 9 San José de Chiquitos    |
| 4   | Chiquitos          | San José de Chiquitos   | 10 Pailón                  |
| 4   | Chiquitos          | San José de Chiquitos   | 11 Roboré                  |
| 5   | Cordillera         | Lagunillas              | 12 Lagunillas              |
| 5   | Cordillera         | Lagunillas              | 13 Charagua                |
| 5   | Cordillera         | Lagunillas              | 14 Cabezas                 |
| 5   | Cordillera         | Lagunillas              | 15 Cuevo                   |
| 5   | Cordillera         | Lagunillas              | 16 Gutiérrez               |
| 5   | Cordillera         | Lagunillas              | 17 Camiri                  |
| 5   | Cordillera         | Lagunillas              | 18 Boyuibe                 |
| 6   | Florida            | Samaipata               | 19 Samaipata               |
| 6   | Florida            | Samaipata               | 20 Pampagrande             |
| 6   | Florida            | Samaipata               | 21 Mairana                 |
| 6   | Florida            | Samaipata               | 22 Quirusillas             |
| 7   | Germán Busch       | Puerto Suárez           | 23 Puerto Suárez           |
| 7   | Germán Busch       | Puerto Suárez           | 24 Puerto Quijarro         |
| 7   | Germán Busch       | Puerto Suárez           | 25 El Carmen Rivero Tórrez |
| 8   | Guarayos           | Ascensión de Guarayos   | 26 Ascensión de Guarayos   |
| 8   | Guarayos           | Ascensión de Guarayos   | 27 Urubichá                |
| 8   | Guarayos           | Ascensión de Guarayos   | 28 El Puente               |
| 9   | Ichilo             | Buena Vista             | 29 Buena Vista             |
| 9   | Ichilo             | Buena Vista             | 30 San Carlos              |
| 9   | Ichilo             | Buena Vista             | 31 Yapacaní                |
| 9   | Ichilo             | Buena Vista             | 32 San Juan de Yapacaní    |
| 10  | Ñuflo de Chaves    | Concepción              | 33 Concepción              |
| 10  | Ñuflo de Chaves    | Concepción              | 34 San Javier              |
| 10  | Ñuflo de Chaves    | Concepción              | 35 San Ramón               |
| 10  | Ñuflo de Chaves    | Concepción              | 36 San Julián              |
| 10  | Ñuflo de Chaves    | Concepción              | 37 San Antonio de Lomerío  |
| 10  | Ñuflo de Chaves    | Concepción              | 38 Cuatro Cañadas          |
| 11  | Obispo Santistevan | Montero                 | 42 Montero                 |
| 11  | Obispo Santistevan | Montero                 | 43 General Saavedra        |
| 11  | Obispo Santistevan | Montero                 | 44 Mineros                 |
| 11  | Obispo Santistevan | Montero                 | 45 Fernández Alonso        |
| 11  | Obispo Santistevan | Montero                 | 46 San Pedro               |
| 12  | Sara               | Portachuelo             | 47 Portachuelo             |
| 12  | Sara               | Portachuelo             | 48 Santa Rosa del Sara     |
| 12  | Sara               | Portachuelo             | 49 Colpa Bélgica           |
| 13  | Vallegrande        | Vallegrande             | 50 Vallegrande             |
| 13  | Vallegrande        | Vallegrande             | 51 El Trigal               |
| 13  | Vallegrande        | Vallegrande             | 52 Moro Moro               |
| 13  | Vallegrande        | Vallegrande             | 53 Postrervalle            |
| 13  | Vallegrande        | Vallegrande             | 54 Pucara                  |
| 14  | Velasco            | San Ignacio de Velasco  | 39 San Ignacio de Velasco  |
| 14  | Velasco            | San Ignacio de Velasco  | 40 San Miguel de Velasco   |
| 14  | Velasco            | San Ignacio de Velasco  | 41 San Rafael de Velasco   |
| 15  | Warnes             | Warnes                  | 55 Warnes                  |
| 15  | Warnes             | Warnes                  | 56 Okinawa I               |

## Población
El 2024, el departamento de Santa Cruz tenía una población de 3 115 386 habitantes (según datos preliminares del Censo INE 2024), lo que representa el 27,5% de la población boliviana y lo convierte en el departamento más poblado del país. Es también el mayor receptor de los emigrantes de otros departamentos del país. Su densidad demográfica apenas alcanza el 6,4 hab./km².
- Población urbana:  76,2 % (2005)

- Población en la capital departamental:  57,5 % (2005)

### Ciudades más pobladas
| Ciudad                  | Provincia              | Población      |
| ----------------------- | ---------------------- | -------------- |
| Santa Cruz de la Sierra | Andrés Ibáñez          | 1 678 849 hab. |
| Montero                 | Santistevan            | 90 837 hab.    |
| La Guardia              | Andrés Ibáñez          | 49 921 hab.    |
| Warnes                  | Ignacio Warnes         | 47 406 hab.    |
| El Torno                | Andrés Ibáñez          | 46 188 hab.    |
| Camiri                  | Cordillera             | 35 136 hab.    |
| San José de Chiquitos   | Chiquitos              | 28 922 Hab.    |
| San Julián              | Ñuflo de Chaves        | 28 000 Hab.    |
| Yapacaní                | Ichilo                 | 27 527 hab.    |
| Pailón                  | Chiquitos              | 26 864 hab.    |
| Portachuelo             | Sara                   | 23 372 hab.    |
| Puerto Suárez           | Germán Busch           | 21 016 hab.    |
| San Carlos              | Ichilo                 | 20 093 hab.    |
| San Ignacio de Velasco  | José Miguel de Velasco | 13 000 hab.    |
| Cabezas                 | Cordillera             | 11 690 hab.    |
| Charagua                | Cordillera             | 10 733 hab.    |

### Provincias más pobladas
| Provincia              | Capital                 | Población      | Superficie | Densidad         |
| ---------------------- | ----------------------- | -------------- | ---------- | ---------------- |
| Andrés Ibáñez          | Santa Cruz de la Sierra | 2.349.849 hab. | 4.821 km   | 487,419 hab./km² |
| Ángel Sandoval         | San Matías              | 14.362 hab.    | 37.442 km  | 0,384 hab./km²   |
| Chiquitos              | San José                | 70.319 hab.    | 31.429 km  | 2,237 hab./km²   |
| Cordillera             | Lagunillas              | 108.843 hab.   | 86.245 km  | 1,262 hab./km²   |
| Florida                | Samaipata               | 29.850 hab.    | 4.132 km   | 7,224 hab./km²   |
| Germán Busch           | Puerto Suárez           | 37.637 hab.    | 24.903 km  | 1,511 hab./km²   |
| Guarayos               | Ascensión               | 38.498 hab.    | 27.343 km  | 1,408 hab./km²   |
| Ichilo                 | Buena Vista             | 82.952 hab.    | 14.232 km  | 5,829 hab./km²   |
| Ignacio Warnes         | Warnes                  | 62.417 hab.    | 1.216 km   | 51,330 hab./km²  |
| José Miguel de Velasco | San Ignacio             | 64.517 hab.    | 65.425 km  | 0,986 hab./km²   |
| Manuel María Caballero | Comarapa                | 22.142 hab.    | 2.310 km   | 9,585 hab./km²   |
| Ñuflo de Chaves        | Concepción              | 116.101 hab.   | 54.150 km  | 2,144 hab./km²   |
| Obispo Santistevan     | Montero                 | 166.267 hab.   | 3.673 km   | 45,267 hab./km²  |
| Sara                   | Portachuelo             | 42.157 hab.    | 6.886 km   | 6,122 hab./km²   |
| Vallegrande            | Vallegrande             | 27.691 hab.    | 6.414 km   | 4,317 hab./km²   |

### Etnografía
En el censo de 2001, el 16,95% de la población de 15 años o más en el departamento de Santa Cruz se declararon como quechuas, el 20,49 % como aimaras, guaraníes, chiquitanos, mojeños o miembros de una otra etnia originaria y el 62,56% como no indígena.
La población que habita en el departamento de Santa Cruz es muy diversa y mestizada con grandes aportes de ascendencia europea (españoles de la conquista, y andaluces, extremeños  y otros europeos venidos durante la colonia, al igual que judíos sefarditas convertidos al catolicismo que escapaban de la inquisición en España, portugueses, algunos gitanos e inclusive mercenarios italianos, flamencos  y alemanes). También se amalgamaron al mestizaje los indígenas guaraníes y arahuacos de la región. A esta población también se sumó la inmigración de aimaras, quechuas, afrobolivianos, mestizos y criollos provenientes de la zona altiplánica y valles interandinos de Bolivia, así como de otras regiones de Sudamérica. Y además, una serie de migraciones europeas y asiáticas desde mediados del siglo diecinueve hasta la actualidad.
Esta población representa una cultura rica nutrida de diversas culturas, sobre una base de españoles, sefarditas, portugueses, italianos, germanos y las culturas nativas guaraníticas y arahuacas. Después de la independencia se asentaron en la región inmigrantes árabes, judíos alemanes, croatas, españoles, franceses, japoneses (oficialmente la inmigración japonesa se inició en 1954 cuando se fundó Uruma, en 1956 le siguieron San Juan de Yapacaní y Okinawa), menonitas (principalmente rusos y suizo-alemanes), panyabíes, rusos, chinos y coreanos quienes se sumaron a la gran mezcla ya existente. Además de las migraciones del resto de Bolivia y países vecinos, principalmente Brasil, Argentina y Paraguay.
Se llama “cunumis” a las personas con rasgos guaraníes o arahuacos, y "bárbaros" a los miembros de actuales tribus nómadas y de origen guaranítico. Término, este último, que pasó a la colonia traído por los españoles, procedente de los usos lingüísticos de los romanos que llamaban "bárbaro" al extranjero, a todo aquel que no era ciudadano romano.
Entre las etnias prehispánicas se destaca la de los guaraníes habitaban en el valle del río Parapetí y en la zona de los Bañados de Izozog. Hoy en día habitan en el departamento de Santa Cruz, las siguientes las etnias nativas: 1. Guaraníes: Ava Guaraní, Simba Guaraní, Izoceño, Guarayo y Mbia Yuki. 2. Chiquitano (conglomerado de etnias de origen arawak), y 3. Ayoreo (grupo pámpido).

## Economía

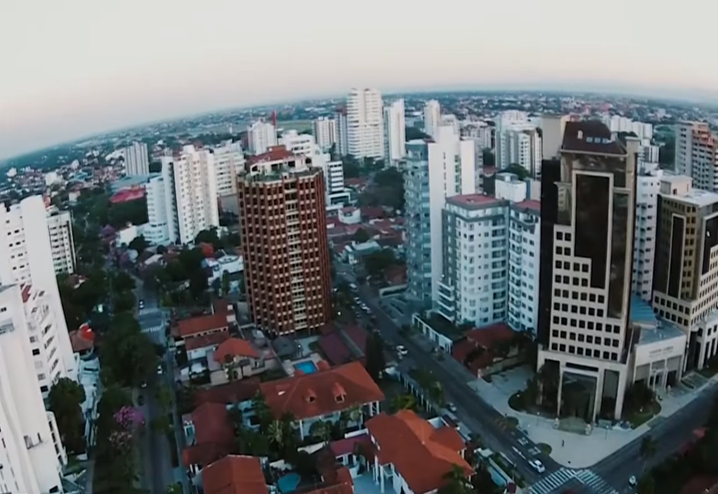
Edificios de Santa Cruz de la Sierra

El PIB de Santa Cruz representa el 29.6% del PIB de toda Bolivia, ocupando el primer puesto entre los departamentos, así como el 2.º puesto en PIB por habitante.
Los principales productos agrícolas de exportación son derivados de la soja: torta de soja (harina desgrasada), harina integral de soja, grano de soja, aceite crudo de soja, aceite refinado de soja, algodón sin cardar ni peinar, azúcar blanca refinada, oro, madera aserrada, marcos y de puertas y de ventanas de madera, cueros vacunos curtidos, torta y aceite de girasol, palmitos en conserva, entre otros. Por su parte, se pueden identificar a las materias primas e insumos, los bienes de consumo, intermedios y de capital como aquellos de mayor significancia en las importaciones. Los principales productos entonces son: soja (o soya), maderas, algodón, arroz, caña de azúcar, maíz, trigo, vainilla, café, girasol, cacao, petróleo crudo, gas natural; en los grandes ríos se realiza importante pesca y merced al agua de estos también se practica una incipiente piscicultura -en especial de tilapias-. Al sudeste del departamento se encuentra el Mutún del cual se exportan al Paraguay alrededor de 100 mil toneladas de hierro  al año y también se exportan piedras preciosas como la amatista, el citrino y una fusión de estas llamada bolivianita, en tanto que la fusión del cristal de roca y la amatista es conocida como la ayoreita.
Por otra parte, el Departamento de Santa Cruz, es el que más aporta al PIB  del país (29.6% del PIB nacional). Estos resultados se han dado debido a las fuertes inversiones regionales desde el gobierno central, en las décadas del 70 y 80, cuyos mayores beneficiarios fueron los rubros del azúcar, el aceite y el algodón y posteriormente la soya y sus derivados y la industria hidrocarburífera; en la actualidad el sector agroindustrial de Santa Cruz es uno de los motores de la economía y además en los últimos años se ha percibido un repunte en el sector servicios, ligado a las finanzas y a la tecnología, especialmente en comunicaciones. También se debe señalar que en esta base productiva entran también los hidrocarburos.
| Tamaño de la Economía del Departamento de Santa Cruz (PIB) Riqueza promedio por cada habitante (PIB per Cápita) | Tamaño de la Economía del Departamento de Santa Cruz (PIB) Riqueza promedio por cada habitante (PIB per Cápita) | Tamaño de la Economía del Departamento de Santa Cruz (PIB) Riqueza promedio por cada habitante (PIB per Cápita) | Tamaño de la Economía del Departamento de Santa Cruz (PIB) Riqueza promedio por cada habitante (PIB per Cápita) |
| Año | PIB (en Dólares)                                                                                                | PIB per Cápita (en Dólares)                                                                                     | Crecimiento del PIB departamental                                                                               |
| --- | --- | --- | --- |
| 1988 | US$ 1 172 millones                                                                                              | US$ 954 dólares                                                                                                 | Sin cambios |
| 1989 | US$ 1 226 millones                                                                                              | US$ 958 dólares                                                                                                 | + 5.36 % |
| 1990 | US$ 1 310 millones                                                                                              | US$ 983 dólares                                                                                                 | + 7.06 % |
| 1991 | US$ 1 464 millones                                                                                              | US$ 1 054 dólares                                                                                               | + 6.67 % |
| 1992 | US$ 1 536 millones                                                                                              | US$ 1 062 dólares                                                                                               | + 1.34 % |
| 1993 | US$ 1 582 millones                                                                                              | US$ 1 051 dólares                                                                                               | + 4.82 % |
| 1994 | US$ 1 655 millones                                                                                              | US$ 1 055 dólares                                                                                               | + 7.15 % |
| 1995 | US$ 1 849 millones                                                                                              | US$ 1 132 dólares                                                                                               | + 4.85 % |
| 1996 | US$ 2 083 millones                                                                                              | US$ 1 224 dólares                                                                                               | + 7.17 % |
| 1997 | US$ 2 308 millones                                                                                              | US$ 1 302 dólares                                                                                               | + 6.82 % |
| 1998 | US$ 2 630 millones                                                                                              | US$ 1 424 dólares                                                                                               | + 13.04 % |
| 1999 | US$ 2 435 millones                                                                                              | US$ 1 265 dólares                                                                                               | - 4.26 % |
| 2000 | US$ 2 524 millones                                                                                              | US$ 1 259 dólares                                                                                               | + 5.32 % |
| 2001 | US$ 2 503 millones                                                                                              | US$ 1 210 dólares                                                                                               | + 3.48 % |
| 2002 | US$ 2 400 millones                                                                                              | US$ 1 125 dólares                                                                                               | + 0.55 % |
| 2003 | US$ 2 456 millones                                                                                              | US$ 1 117 dólares                                                                                               | + 2.36 % |
| 2004 | US$ 2 640 millones                                                                                              | US$ 1 166 dólares                                                                                               | + 3.13 % |
| 2005 | US$ 2 828 millones                                                                                              | US$ 1 214 dólares                                                                                               | + 4.21 % |
| 2006 | US$ 3 351 millones                                                                                              | US$ 1 400 dólares                                                                                               | + 4.20 % |
| 2007 | US$ 3 728 millones                                                                                              | US$ 1 516 dólares                                                                                               | + 3.18 % |
| 2008 | US$ 4 646 millones                                                                                              | US$ 1 841 dólares                                                                                               | + 3.09 % |
| 2009 | US$ 4 750 millones                                                                                              | US$ 1 835 dólares                                                                                               | + 2.78 % |
| 2010 | US$ 5 397 millones                                                                                              | US$ 2 034 dólares                                                                                               | + 3.71 % |
| 2011 | US$ 6 530 millones                                                                                              | US$ 2 402 dólares                                                                                               | + 5.72 % |
| 2012 | US$ 7 697 millones                                                                                              | US$ 2 765 dólares                                                                                               | + 8.47 % |
| 2013 | US$ 8 680 millones                                                                                              | US$ 3 038 dólares                                                                                               | + 7.16 % |
| 2014 | US$ 9 465 millones                                                                                              | US$ 3 229 dólares                                                                                               | + 6.49 % |
| 2015 | US$ 9 478 millones                                                                                              | US$ 3 154 dólares                                                                                               | + 5.20 % |
| 2016 | US$ 9 893 millones                                                                                              | US$ 3 214 dólares                                                                                               | + 6.64 % |
| 2017 | US$ 10 848 millones                                                                                             | US$ 3 442 dólares                                                                                               | + 6.72 % |
| 2018 | US$ 11 811 millones                                                                                             | US$ 3 663 dólares                                                                                               | + 5.80 % |
| 2019 | 12 349 millones                                                                                                 | US$ 3 892 dólares                                                                                               | + 4.73 % |
| Nota: En Rojo, los años de decrecimiento del PIB, de 0% para abajo. En Verde, los años de crecimiento regular del PIB entre 0% y 4,50%. En Azul, los años de crecimiento bueno del PIB de 4,50% para arriba. Fuente: Instituto Nacional de Estadística de Bolivia INE (2019) | | | |

### Economía Cruceña a nivel Nacional
| Departamentos de Bolivia según el tamaño de su Economía PIB (producto interno bruto) en 2018           | Departamentos de Bolivia según el tamaño de su Economía PIB (producto interno bruto) en 2018 | Departamentos de Bolivia según el tamaño de su Economía PIB (producto interno bruto) en 2018 | Departamentos de Bolivia según el tamaño de su Economía PIB (producto interno bruto) en 2018 |
| Posición                                                                                               | Departamento de                                                                              | Producto Interno Bruto                                                                       | País Comparable en PIB                                                                       |
| --- | -------------------------------------------------------------------------------------------- | -------------------------------------------------------------------------------------------- | -------------------------------------------------------------------------------------------- |
| 1.º | Santa Cruz                                                                                   | US$ 11 811 millones                                                                          | Guinea                                                                                       |
| 2.º | La Paz                                                                                       | US$ 11 319 millones                                                                          | Moldavia                                                                                     |
| 3.º | Cochabamba                                                                                   | US$ 6 037 millones                                                                           | Eritrea                                                                                      |
| 4.º | Tarija                                                                                       | US$ 3 204 millones                                                                           | Surinam                                                                                      |
| 5.º | Potosí                                                                                       | US$ 2 627 millones                                                                           | Bután                                                                                        |
| 6.º | Oruro                                                                                        | US$ 2 071 millones                                                                           | República Centroafricana                                                                     |
| 7.º | Chuquisaca                                                                                   | US$ 2 030 millones                                                                           | Cabo Verde                                                                                   |
| 8.º | Beni                                                                                         | US$ 1 104 millones                                                                           | Granada                                                                                      |
| 9.º | Pando                                                                                        | US$ 373 millones                                                                             | Micronesia                                                                                   |
| Total                                                                                                  | Bolivia                                                                                      | US$ 40.581 millones                                                                          | Túnez                                                                                        |
| Fuente: Instituto Nacional de Estadística de Bolivia INE (2019)                                        |                                                                                              |                                                                                              |                                                                                              |
| Departamentos de Bolivia por riqueza promedio de habitante (producto interno bruto per Cápita) en 2018 |                                                                                              |                                                                                              |                                                                                              |
| Posición                                                                                               | Departamento de                                                                              | PIB per Cápita                                                                               | País Comparable en PIB per Cápita                                                            |
| 1.º | Tarija                                                                                       | US$ 5 689 dólares                                                                            | Irak                                                                                         |
| 2.º | La Paz                                                                                       | US$ 3 926 dólares                                                                            | El Salvador                                                                                  |
| 3.º | Oruro                                                                                        | US$ 3 849 dólares                                                                            | Indonesia                                                                                    |
| 4.º | Santa Cruz                                                                                   | US$ 3 663 dólares                                                                            | Cabo Verde                                                                                   |
| Promedio                                                                                               | Bolivia                                                                                      | US$ 3 589 dólares                                                                            | Bolivia                                                                                      |
| 5.º | Chuquisaca                                                                                   | US$ 3 243 dólares                                                                            | Marruecos                                                                                    |
| 6.º | Cochabamba                                                                                   | US$ 3 062 dólares                                                                            | Filipinas                                                                                    |
| 7.º | Potosí                                                                                       | US$ 2 961 dólares                                                                            | Ucrania                                                                                      |
| 8.º | Pando                                                                                        | US$ 2 593 dólares                                                                            | Egipto                                                                                       |
| 9.º | Beni                                                                                         | US$ 2 359 dólares                                                                            | Honduras                                                                                     |
| Fuente: Instituto Nacional de Estadística de Bolivia INE (2019)                                        |                                                                                              |                                                                                              |                                                                                              |

## Medios de transporte
El departamento de Santa Cruz se conecta por vía aérea a través del Aeropuerto Internacional de Viru Viru y del Aeropuerto El Trompillo que reúnen las condiciones operacionales y de seguridad que exigen la Organización Internacional de Aviación Civil (Oacic) y la Dirección General de Aeronáutica Civil (DGAC).
La red de carreteras vinculan al departamento con el resto del país, así como con los países limítrofes. Los ferrocarriles vinculan a la región con Argentina y Brasil.
La licitación del proyecto ferroportuario de Puerto Busch instalara la Hidrovía Paraná Paraguay  - que vincula a Santa Cruz y Bolivia con el océano Atlántico.

## Cultura
El folclore de Santa Cruz se basa prevalentemente en los aportes culturales españoles y europeos conjugados con los de rasgos culturales de las tribus guaraníticas y arawakas. Un gran ejemplo de esto es el poeta Antonio Anzoátegui Suárez más conocido como el Camba Florencio. Recientemente se ha tomado como emblema regional a la orquídea bailarina.

### Música
El instrumento musical por excelencia es la guitarra, también son importantes el bombo, el violín y el arpa especialmente en la Chiquitania ya que allí fueron llevados tales instrumentos por los misioneros jesuitas entre los siglos XVII y XVIII. Observesé que el insigne trovador boliviano José Manuel Baca  (“Cañoto") cuya figura alta y esbelta, fue inmortalizada con su guitarra. Entre los tipos musicales propios de la región están el alegre carnaval de origen europeo (o polca carnaval,  o de otras regiones de Bolivia), la jovial y contagiosa chovena  de origen chiquitano, el taquirari  representante del alegre mestizaje, el caluyo  y la chacareras, si bien presentan características propias en la zona, también existen en regiones vecinas y reflejan el amplio abanico musical.

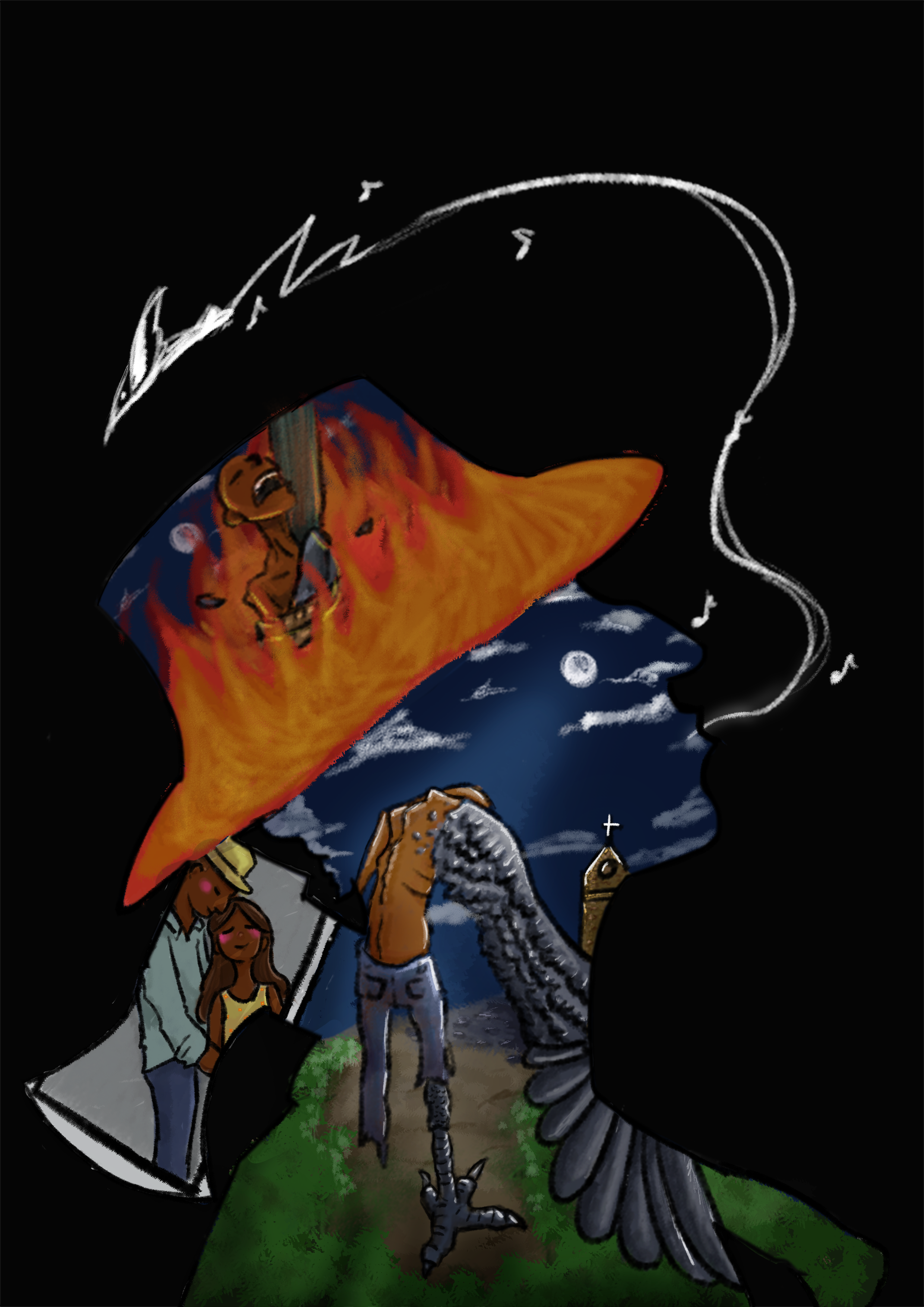
La leyenda del Silbaco corresponde al chaco cruceño y tarijeño

### Tradición oral
El departamento de Santa Cruz conserva también un importante acervo de tradición oral que se mantiene generacionalmente gracias a leyendas que forman parte de la cotidianeidad y las creencias populares. De esta forma leyendas como el Jichi, el Guajojó, la Viudita, Silbaco y el Carretón de la otra vida también brindan una visión de conservación del medio ambiente y las consecuencias de epidemias pasadas.

### Idioma
En cuanto a los idiomas hablados en el departamento, el más difundido es el español, que es hablado por la gran mayoría de la población.
Según el censo de 2012, el 88,9% de la población de 15 años o más aprendió el castellano como lengua materna, seguido por el quechua (7,7%), el alemán (2,3 %) y el guaraní (1,7 %). Otros idiomas originarios hablados en el departamento, hoy minoritarios y recién reconocidos desde la refundación del Estado Plurinacional de Bolivia, son el chiquitano (o besiro), guarayo, ayoreo, pauserna, paunaca y yuki.
Existe casos especiales como los menonitas, que tienen su propio idioma y por normativas internas, no se pueden casar ni relacionarse con personas de otras etnias. También la comunidad japonesa, que, si bien los primeros pobladores de la región llamada Okinawa, en el norte del departamento, eran hablantes nativos de su idioma, las generaciones subsiguientes fueron integrándose al idioma castellano boliviano, en su variante específica.
Una característica del español que se habla en algunas regiones del departamento de Santa Cruz, es que tiene un acento semejante al que se habla en la Andalucía Occidental (Cádiz, Córdoba, Huelva, Málaga, Sevilla), tierra de origen de gran parte de los primeros colonizadores; y también el español camba es parecido al acento extremeño (Cáceres y Badajoz), por ser esta última la tierra del fundador de Santa Cruz de la Sierra (Capitán Ñuflo de Chaves). Se usan los diminutivos ingo/a (i.e.: "muchachinga" = muchachita) y el pronombre (vos), usado en el Medioevo y transmitido por la colonia. Así, por ejemplo, la expresión de un verso del insigne poeta español Don Diego Hurtado de Mendoza, dice: 

"Viéndome de vos ausente, todos los males que siento, me traen al pensamiento, el bien que tuve presente."

 (XCVIII Dos coplas a una partida, Diego Hurtado de Mendoza,1549). El castellano de Santa Cruz preserva sus raíces de la Andalucía medieval, y se enriquece con elementos recogidos de lenguas indígenas, como el chiquitano, guaraní, chané, quechua, puelche, caribe, y de otras europeas, como el portugués, italiano, alemán, inglés y francés, e inclusive del árabe.

### Festivales
El departamento es sede de Festivales Internacionales de renombrada calidad como el Festival Internacional Música Renacentista y Barroca Americana (que se realiza los años pares), la Bienal de Arte Visual de Santa Cruz, así como del FIT o Festival Internacional de Teatro "Santa Cruz de la Sierra" (los años impares) que organiza por la Asociación Pro Arte y Cultura (APAC). Hay que destacar que la Orquesta Juvenil Sinfónica de Santa Cruz en 2007 inició su temporada de conciertos con tres recitales dedicados a las obras eslavas. De Bedřich Smetana, con interpretaciones como Mi Patria y la Sinfonía N° 2 El Moldava; mientras que de Antonín Dvořák, se interpretó la famosa Sinfonía N° 9 Del Nuevo Mundo.
En la región de la Chiquitanía (llamada también Chiquitania) allí se celebran los festivales internacionales de música barroca y de música renacentista, por ejemplo en San José de Chiquitos o en San Ignacio de Velasco,  gracias a los influjos traídos desde el siglo XVI por los misioneros jesuitas y luego franciscanos.

### Gastronomía
La gastronomía tradicional del departamento se nutre de sus raíces históricas y los productos agrícolas de la región.  Los colonizadores españoles introdujeron las vacas, las aves de corral (principalmente gallinas), el arroz, los cítricos (naranjas, mandarinas, pomelos, limones, desde el sur del Asia los españoles también importaron la caña de azúcar y desde África los plátanos (bananas)  etc -incluso en la zona más al oeste, donde se dan las yungas los españoles importaron cafeto, y otros elementos que se convirtieron en elementos básicos de la gastronomía local. Además de productos nativos como el maíz, papa, el maní, la yuca (o mandioca)  y el zapallo, y peces como el surubí y el pacú. Hay también evidencia de la influencia de la cocina judía kosher en muchos platos típicos, en los cuales se nota, entre otros elementos, la ausencia de la carne de cerdo, la combinación de arroz, yuca, maíz y maní con carne o lácteos pero nunca la combinación de carnes y lácteos. Condimentos nativos como el urucú, y frutas únicas en la región como el achachairú (particularmente importante es su producción en la zona de Porongo), guapurú y guabirá.
- Asado de cordero al palo
- Bufé
- Camba muerto
- Capirotada
- Carbonada
- Chanfaina de cordero
- Chicha de maní
- Churrasco
- Cogote de gallina relleno

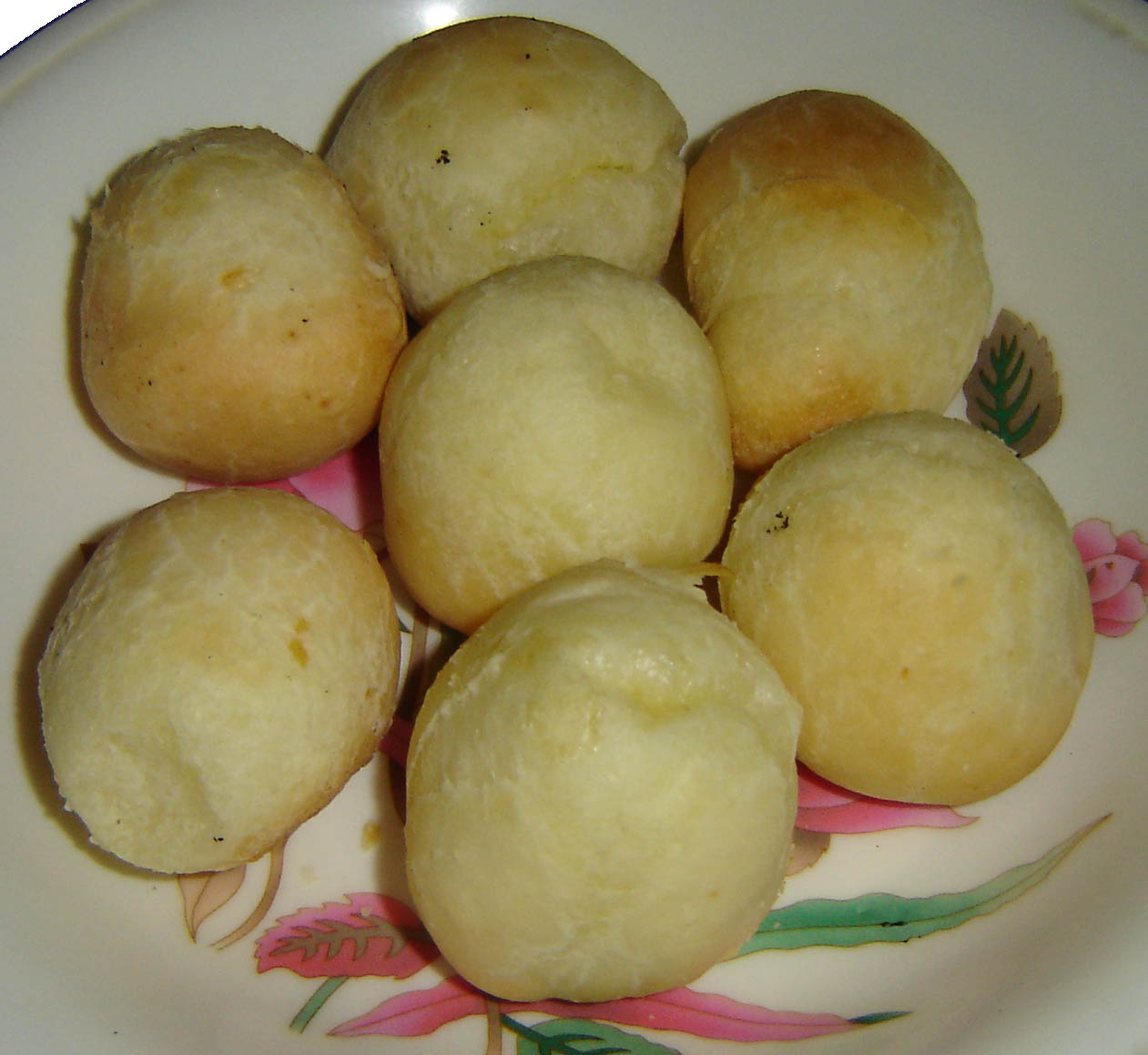
Cuñape muy consumido en el oriente boliviano

- Cuñapé: pan de harina de yuca y queso
- Empanadas de arroz
- Escabeche de cuerillo de chancho
- Gelatina de pata
- Leche de tigre
- Locro carretero: es un caldo, compuesto de arroz, carne, plátano (banana) y yuca y opcionalmente el colorado  "urucú" (Bixa orellana) o colorante E160b
- Majadito arroz con carne salada y seca (charque). Se sirve con plátano (=banana)  y huevo frito.  Es una adaptación de la paella de carne valenciana y típico "majao" o "majado" de la cocina española, es decir que se utiliza el mortero (tacu) para majar (machacar) los ingredientes, en este caso, la carne salada y seca.
- Masaco
- Manjar blanco o majablanco
- Miel de caña y jalea de caña
- Mocochinchi
- Pan de arroz
- Pastel de choclo: es un exquisito pastel compuesto de maíz y queso, gratinado al horno, cuya textura en fase de preparación es similar al suflé, en este caso de maíz
- Pacumuto
- Patasca
- Pipián
- Pututu
- Queperí
- Rapi
- Somó o somo  (bebida realizada a partir de un frangollo de maíz al cual se le agrega mucha agua dulce junto  con clavo de olor y  canela, se bebe usualmente fría)[26]
- Sonso: mezcla de yuca o mandioca y queso en pinchos y asada a la brasa, suele acompañarse con palmitos
- Sopa de maní
- Sopa tapada
- Sucumbé
- Tamales de maíz. Es una mezcla de maíz y queso envueltos en la hoja (chala) del maíz, que se cocina al horno o hierve
- Taitetú
- Tujuré

La bebida de consumo más popular actualmente entre la gente joven y adulta es la cerveza.  Aunque en la región valluna (estribaciones andinas) se preparan vinos, en la zona cercana a Vallegrande, y varios tipos de licores basados en plantas que crecen en la región.
Todos los años en la ciudad de Santa Cruz de la Sierra, se celebra un afamado Festival de Vinos y Quesos  que convoca principalmente a los productores de los valles de toda Bolivia al igual que a productores de otras regiones del Cono Sur con productos de excelente calidad en ambos rubros (vinos y quesos).

### Heráldica
El 7 de noviembre de 1636, mediante cédula Real dictada en Madrid, fue concedido a la ciudad de Santa Cruz un Escudo de Armas, por la católica Majestad de Felipe IV, Rey de España. El documento entregado en la época que titula Santa Cruz de "Ilustre y Leal", fue recibido en Santa Cruz en el año 1638. El 23 de abril de 1985, por Decreto Prefectural promulgado por Freddy Landivar Arauz se declara al Escudo símbolo departamental.
El 24 de julio de 1864, mediante Decreto Prefectural, fue creada la bandera departamental con tres franjas iguales con los colores verde, blanco y verde. Curiosamente, la bandera de Santa Cruz coincide plenamente con la bandera de la comunidad autónoma española de Andalucía, de donde provenían los primeros europeos que colonizaron la región.[cita requerida]

Bandera del Departamento de Santa Cruz
Bandera de la provincia Andrés Ibánez
Bandera de la provincia Ángel Sandoval
Bandera de la provincia Chiquitos
Bandera de la provincia Cordillera
Bandera de la provincia Florida
Bandera de la provincia Germán Busch
Bandera de la provincia Guarayos
Bandera de la provincia Ichilo
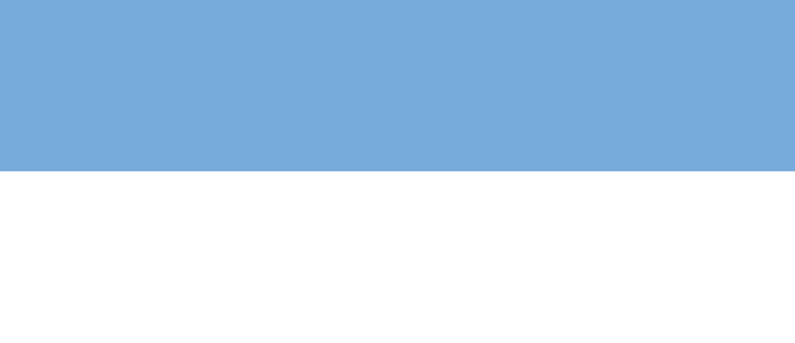
Bandera de la provincia Warnes
Bandera de la provincia José Miguel de Velasco
Bandera de la provincia Manuel María Caballero
Bandera de la provincia Obispo Santistevan
Bandera de la provincia Sara
Bandera de la provincia Vallegrande
Bandera de la provincia Ñuflo de Chaves

## Turismo

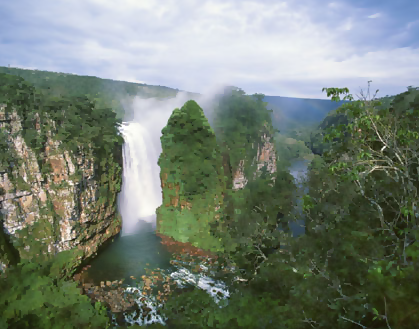
Catarata Arco Iris en el parque nacional Noel Kempff Mercado

Iglesias de las Misiones, en Concepción.

En el Departamento de Santa Cruz se encuentran diferentes destinos turísticos tal como los siguientes datos:
- De interés natural son los parques nacionales situados en su territorio son el parque nacional Noel Kempff Mercado declarado Patrimonio Natural de la Humanidad por la Unesco, por sus elevadas mesetas de más de 200 metros de altura en medio de la Amazonia e impresionantes cataratas como las denominadas Arco Iris de más de 80 metros de altura, y un sinfín de rica fauna, el parque nacional Amboró, es el parque nacional con más especies de aves del país y un santuario para estudiarlas y el Pantanal boliviano un gran reservorio de agua dulce y vida silvestre. En el Gran Pantanal se encuentra el Parque nacional y  área natural de manejo integrado Otuquis (PN-ANMI), en la Chiquitania se ubica el ANMI San Matías donde se destaca la Serranía de Sunsas integrante del cratón del Guaporé en el Macizo Chiquitano con cumbres de hasta 1250 m s. n. m. que son parte de una de las formaciones rocosas más antiguas de la Tierra. También en esa zona se destaca la Serranía Lucuma y la Serranía de las Conchas. En la zona noreste, ya donde predomina el bioma amazónico se ubica la Reserva Natural Ríos Blanco y Negro, mientras que en el sur dentro del bioma del Chaco Boreal se ubica el parque nacional Kaa Iya del Gran Chaco, el parque nacional más grande de Bolivia.

- De interés cultural se puede citar las Misiones jesuíticas de Bolivia (también Patrimonio Cultural de la Humanidad por la Unesco) legado de la evangelización en la época de la colonia en la región de la Chiquitania o los pueblos con arquitectura colonial, como puede ser la ciudad de Vallegrande que quedó como legado de la cultura española y los pueblos originarios con sus costumbres y tradiciones como pueden ser Porongo, San José de Chiquitos, Ascensión de Guarayos, San Ignacio de Velasco o las ruinas de San Ignacio de Zamucos  y una gran cantidad de pueblos ricos en la cultura nativa de la región.

Además de contener los más diversos festivales internacionales como de cine, gastronomía, música barroca, etc.
- De interés arqueológico existen varios sitios, siendo uno de los más renombrados el Fuerte de Samaipata una inmensa roca tallada con imágenes zoomorfas y antropomorfas que fue declarado Patrimonio Cultural de la Humanidad por la Unesco, y una serie de cuevas con pintadas ruprestres, ubicadas por todo el departamento.

## Personajes Célebres
- Héctor Francisco Soleto: nació en Santa Cruz de la Sierra el 6 de febrero de 1782. Falleció en la misma ciudad el 13 de mayo de 1858.
- Ignacio Warnes: nació en Buenos Aires, Argentina.
- José Manuel Mercado, nació en Santa Cruz de la Sierra. Prócer de la Independencia.
- Ángel Sandoval: nació en Vallegrande el 24 de septiembre de 1871. Falleció en Sucre, Chuquisaca, Bolivia, el 30 de enero de 1941.
- José Belisario Santistevan: nació en Santa Cruz de la Sierra el 18 de agosto de 1843. Falleció el 30 de marzo de 1931.
- Rafael Peña Flores: nació en Santa Cruz de la Sierra el 23 de octubre de 1822. Falleció el 28 de junio de 1921.
- Manuel Ignacio Salvatierra: nació en Santa Cruz de la Sierra. Falleció el 2 de mayo de 1886.
- Germán Busch Becerra: nació en San Javier, Santa Cruz, Bolivia, el 23 de marzo de 1903. Falleció en La Paz, departamento homónimo, Bolivia, el 23 de agosto de 1939.
- Miguel Suárez Arana: nació en Santa Cruz de la Sierra el 24 de marzo de 1834. Falleció el 9 de septiembre de 1893.
- Andrés Ibáñez: nació en Puerto Pailas, cantón del municipio de Cotoca, Santa Cruz, Bolivia, el 30 de noviembre de 1844. Falleció 1 de mayo de 1877.
- José Miguel de Velasco: nació en Santa Cruz de la Sierra el 29 de septiembre de 1795. Falleció en la misma ciudad el 13 de octubre de 1859.
- Raúl Otero Reiche: nació en Santa Cruz de la Sierra el 20 de enero de 1906. Falleció el 29 de enero de 1976.
- Humbero Vázquez Machicado: nació el 27 de abril de 1904. Falleció en el año 1957.
- Melchor Pinto Parada: nació el 14 de noviembre de 1903. Falleció en Santa Cruz de la Sierra el 6 de diciembre de 1983.
- Hernando Sanabria Fernández: nació en Vallegrande, Santa Cruz, Bolivia, el 12 de diciembre de 1913. Falleció el 10 de agosto de 1986.
- Felipe Leonor Ribera: nació en Santa Cruz de la Sierra el 25 de mayo de 1846. Falleció el 22 de junio de 1938.
- Gabriel René Moreno: nació en Santa Cruz de la Sierra el 7 de noviembre de 1836. Falleció el 28 de abril en 1905.
- Noel Kempff Mercado: nació en Santa Cruz de la Sierra el 27 de febrero de 1924. Asesinado por narcotraficantes en la Serranía de Caparuch (actual Parque Noel Kempff Mercado, Santa Cruz, Bolivia), el 5 de septiembre de 1986.
- Plácido Molina Mostajo: nació en Santa Cruz de la Sierra el 11 de octubre de 1875. Falleció en la misma ciudad el 4 de enero de 1970.
- Gladys Moreno: nació en Santa Cruz de la Sierra el 28 de noviembre de 1933. Falleció el 3 de febrero de 2005.